# Calymniodes pyrostrota
Calymniodes pyrostrota là một loài bướm đêm trong họ Noctuidae.